# Stegopterna
Stegopterna is een muggengeslacht uit de familie van de kriebelmuggen (Simuliidae).

## Soorten
- S. duodecimata (Rubtsov, 1940)
- S. emergens (Stone, 1952)
- S. mutatum (Malloch, 1914)
- S. trigonium (Lundstrom, 1911)